# Fanciullo alato
Il Fanciullo alato è un'opera in bronzo dorato (61,6x27,9 cm) della bottega di Donatello, databile al 1430 circa e conservato nel Metropolitan Museum di New York.

## Storia
L'opera, che sicuramente decorava una fontana, è forse citata in un documento del 1432 in cui veniva pagato un pittore di nome Antonio per la doratura di un "piccolo spirito". Successivamente è forse inventariata nel resoconto dei beni di palazzo Medici del 1492 come "idolo di bronzo su una palla".
Conosciuto dagli anni trenta del Novecento, si trovava originariamente nelle collezioni di Sir John Ramsden. Dopo alcuni passaggi pervenne al museo newyorkese nel 1983.

## Descrizione e stile
Il fanciullo ha gli attributi delle ali e dei calzari alati di Mercurio, protettore dei commerci particolarmente caro ai Medici. Esso è rappresentato in piedi, con una gamba sollevata, nell'atto di soffiare, sputando un getto d'acqua, su un oggetto che teneva nella mano sollevata, probabilmente una girandola o una sfera: quest'ultima avrebbe richiamato anche alle "palle" dello stemma araldico familiare.
L'opera è fatta per essere guardata da molteplici punti di vista, con un angolo ottimale dal basso, essendo originariamente destinata, in tutta probabilità, a un alto piedistallo.